# Zosterop de l'illa de Pemba
El zosterop de l'illa de Pemba (Zosterops vaughani) és un ocell de la família dels zosteròpids (Zosteropidae).

## Hàbitat i distribució
Habita els boscos de l'illa de Pemba, prop de la costa sud-est de Tanzània.